# Martin Krause (Mathematiker)

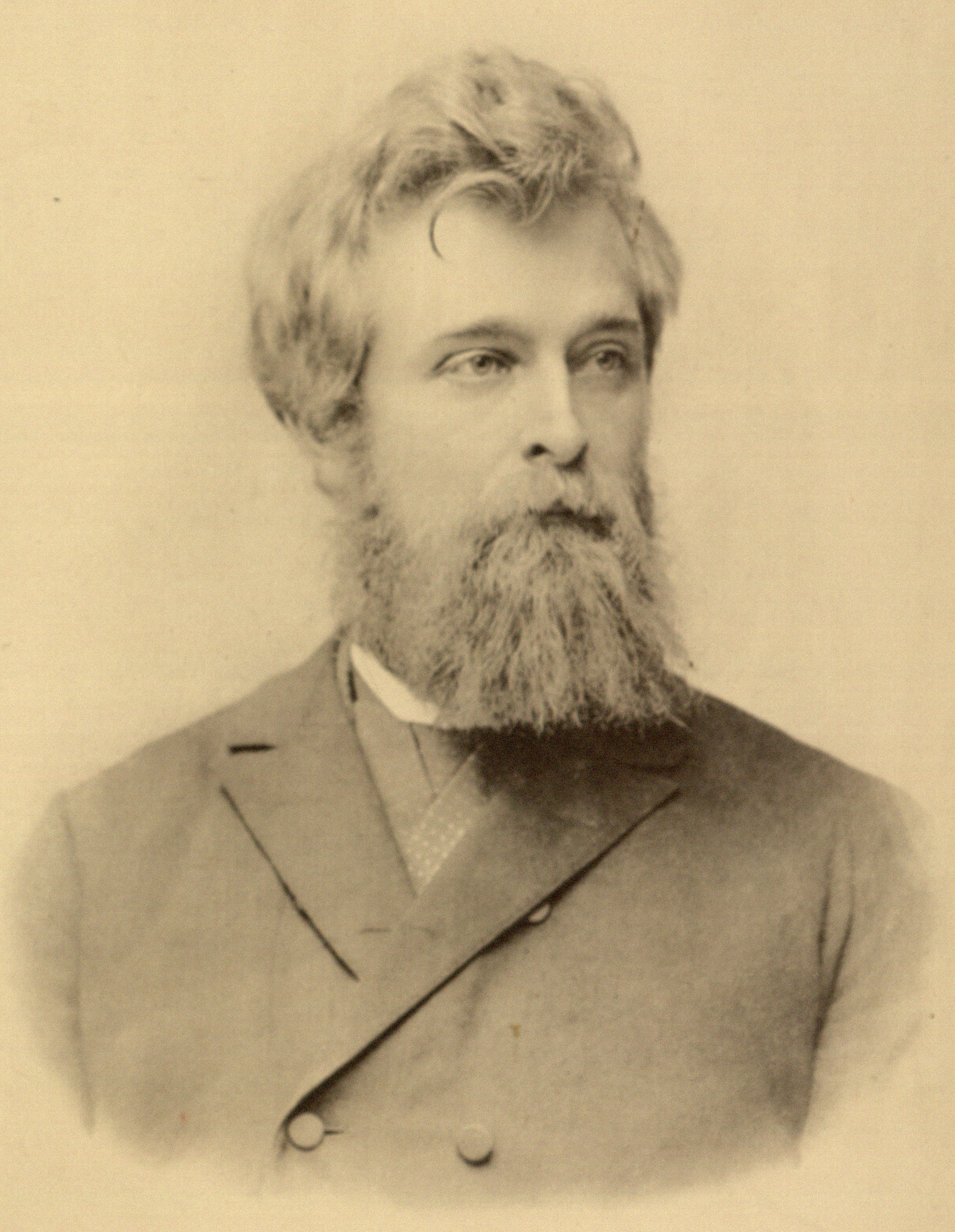
Martin Krause

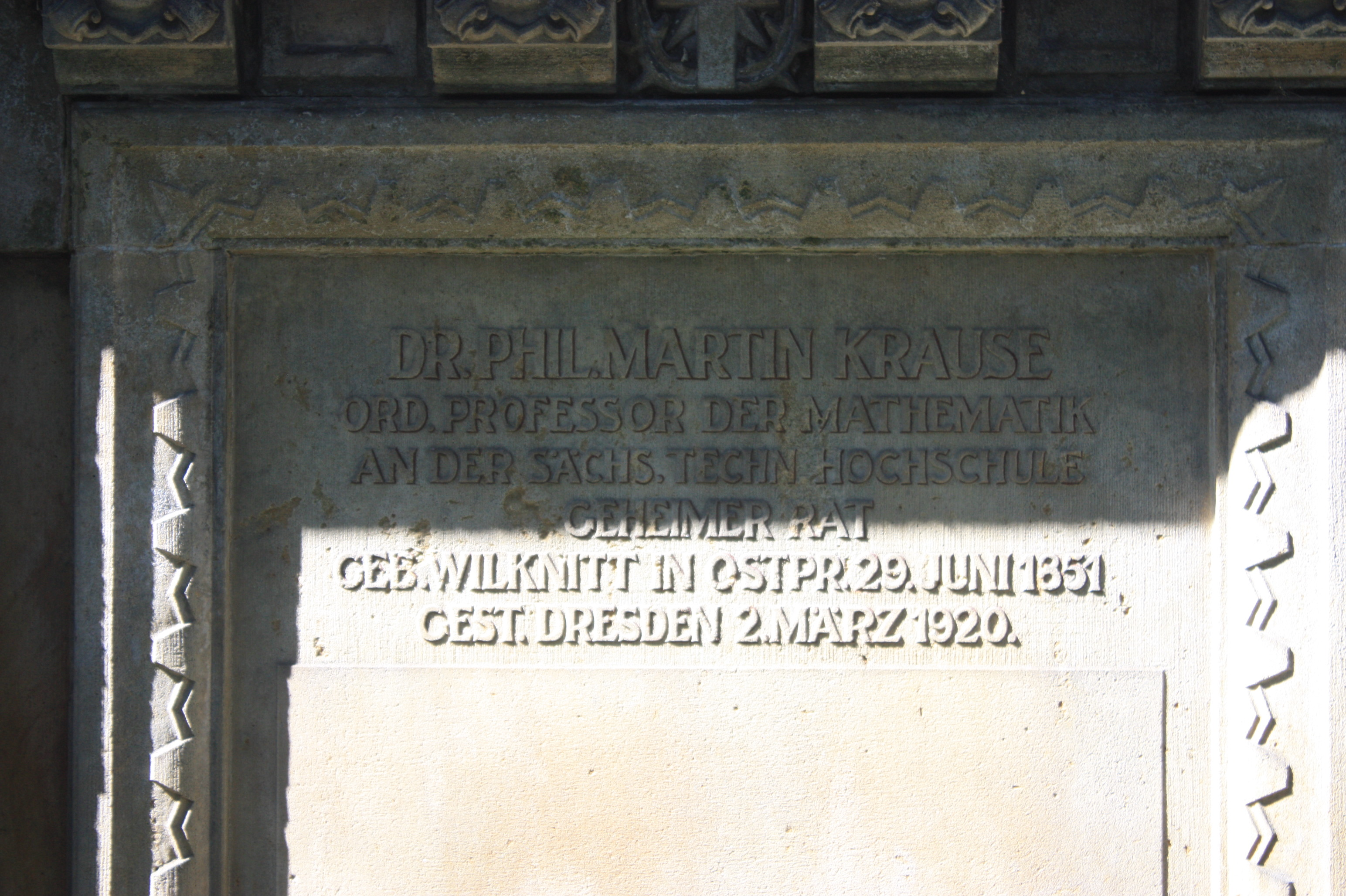
Grab von Martin Krause, Johannisfriedhof, Dresden

Martin Krause (* 29. Juni 1851 in Wilknitt, Ostpreußen; † 2. März 1920 in Dresden) war ein deutscher  Mathematiker, der sich mit Analysis beschäftigte.

## Leben
Der Sohn eines Gutsbesitzers studierte ab 1870 an der Universität Königsberg bei Friedrich Julius Richelot und Franz Ernst Neumann und wurde 1873 bei Leo Königsberger an der Universität Heidelberg promoviert (Zur Transformation der Modulargleichungen der elliptischen Functionen) und 1875 habilitiert. Bereits Ostern 1876 verließ er Heidelberg, um sich in Breslau erneut zu habilitieren. Er war ab 1878 ordentlicher Professor an der Universität Rostock und wurde 1888 als Nachfolger von Axel Harnack Professor an der Technischen Hochschule Dresden. Er gründete 1903 dort den Mathematischen Verein und erreichte 1912 die Verleihung des Promotionsrechts an die TH Dresden. Von 1894 bis 1896 und 1919 bis 1920 war er dort Rektor. Sein Sohn war der Rechtswissenschaftler Herbert Kraus.
Krause befasste sich mit Elliptischen Funktionen. Im Jahr 1909 war er  Präsident der Deutschen Mathematiker-Vereinigung. Er war Mitglied der Sächsischen Akademie der Wissenschaften.
Krause verstarb am 2. März 1920 in Dresden und wurde auf dem Johannisfriedhof beigesetzt.

## Schriften
- Theorie der elliptischen Funktionen. Teubner, Leipzig 1912.
- Theorie der doppeltperiodischen Funktionen einer veränderlichen Größe. 2 Bände. Teubner, Leipzig 1895/1897.